# جولیا تنتوری
یولیا تونتوری (انگلیسی: Julia Tunturi؛ زادهٔ ۲۵ آوریل ۱۹۹۶) بازیکن فوتبال اهل فنلاند است.
وی همچنین در تیم ملی فوتبال زنان فنلاند بازی کرده‌است.